# Heßdorf
Heßdorf er en kommune i Landkreis Erlangen-Höchstadt i Regierungsbezirk Mittelfranken i den tyske delstat Bayern.

## Geografi
Kommunen udgør sammen med Großenseebach Verwaltungsgemeinschaft Heßdorf hvor den er administrationsby.
Nabokommuner er (med uret fra nord):

Adelsdorf, Röttenbach, Erlangen, Herzogenaurach, Großenseebach, Weisendorf, Höchstadt an der Aisch, Gremsdorf.

### Inddeling
Der er følgende landsbyer og bebyggelser i kommunen: Hannberg, Dannberg, Klebheim, Niederlindach, Röhrach, Hesselberg, Mittel-, Unter- og Obermembach.